# Atta-hamiti-Inšušinak II.
Atta-hamiti-Inšušinak II. (persisch: Attameta) war ein Elamer, der 519 v. Chr. eine Revolte gegen die persische Oberherrschaft unter Dareios I. startete. In diesem Rahmen erklärte er sich selbst zum elamischen König, wofür er nach einer Niederlage gegen die Perser hingerichtet wurde.